# Dobrynja Nikititsch

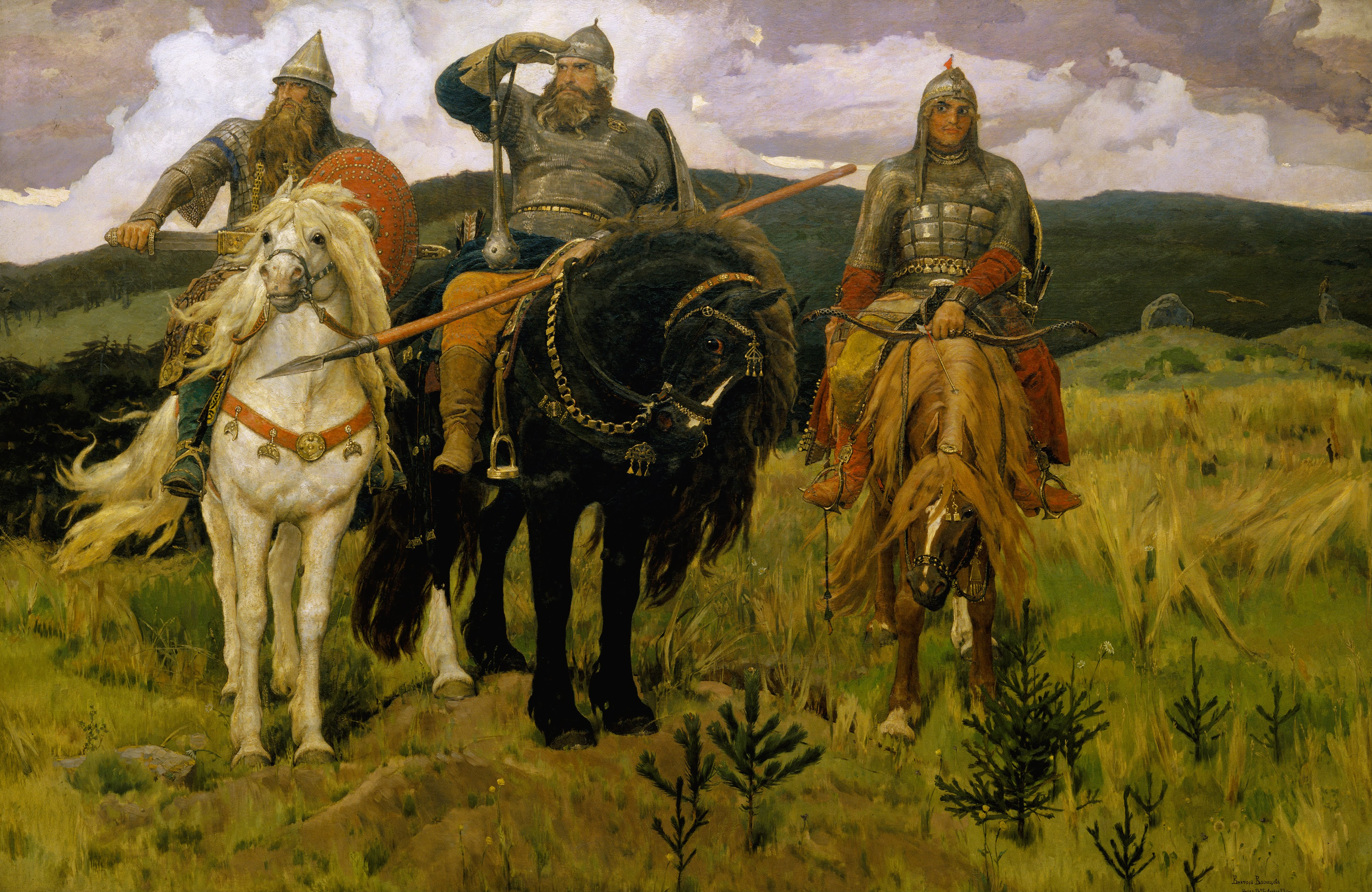
Die drei Bogatyri, ein Gemälde des russischen Malers Wasnezow. Links Dobrynja Nikititsch, in der Mitte Ilja Muromez, rechts Aljoscha Popowitsch.

Dobrynja Nikititsch (russisch Добрыня Никитич) ist eine in Russland und der Ukraine sehr populäre literarische Figur der russischen Epik, der sogenannten Bylinen. In ihrer Popularität ist sie vergleichbar deutschen Gestalten wie Roland oder Siegfried.
Dobrynja Nikititsch war ein Bogatyr und ist vor allem als Drachentöter bekannt. Er wird in den Epen in der Regel als Dienstmann am Hofe Wladimirs des Heiligen dargestellt, der dem Fürsten und seiner Familie am nächsten steht und eine Anzahl von Aufgaben übernimmt, die von anderen Rittern abgelehnt werden. Die ersten Bylinen zu dieser literarischen Figur gehen auf die Zeit vor der Mongolenherrschaft in Russland zurück und beschreiben einen Verwandten Herzog Wladimirs. Inwieweit dieser Figur ein historisches Vorbild zugrunde lag, ist unklar. Die ältesten Epen zu Dobrynja Nikitisch stammen vermutlich aus der Republik Nowgorod.

## Kunstgeschichte
Nikititsch wurde von Wiktor Michailowitsch Wasnezow in dem bekannten Gemälde Bogatyri zusammen mit Ilja Muromez und Aljoscha Popowitsch dargestellt.